# Charles Buckles Falls
Charles Buckles Falls, né à Fort Wayne le 10 décembre 1874, et mort le 15 avril 1960 à Stockbridge, est un illustrateur, graveur et écrivain américain.

## Œuvre
Il est l'auteur d'illustrations de livres pour enfants, de publicités, d'invitations, de reliures, et est surtout connu pour ses affiches pour l'effort de guerre pendant la Première Guerre mondiale, dont U.S. Marines Want You (1917) ou Books Wanted (1918) sous l'égide du Committee on Public Information, ainsi que l'abécédaire ABC Books (1923).